# Rothenberga
Rothenberga ist ein Ortsteil der Stadt Rastenberg im Landkreis Sömmerda in Thüringen.

## Lage
Rothenberga liegt nördlich von Rastenberg an der Landesstraße 2157 und Bundesstraße 176 von Sömmerda nach Freyburg. Die Flur der Gemarkung befindet sich an der Grenze zu Sachsen-Anhalt bei den Dörfern Lossa und Billroda.

## Geschichte
Um 700 wird der Ort erstmals in einer Schenkung erwähnt; andere Quellen beziffern die urkundliche Ersterwähnung von Rothenberga auf 822–842. 1525 ging Rothenberga an die Familie von Werthern und wurde Bestandteil deren Herrschaft Wiehe.
1575 besaß Rothenberga 21 Häuser. 1806, 1813 und 1814 kamen französische Soldaten in den Ort.

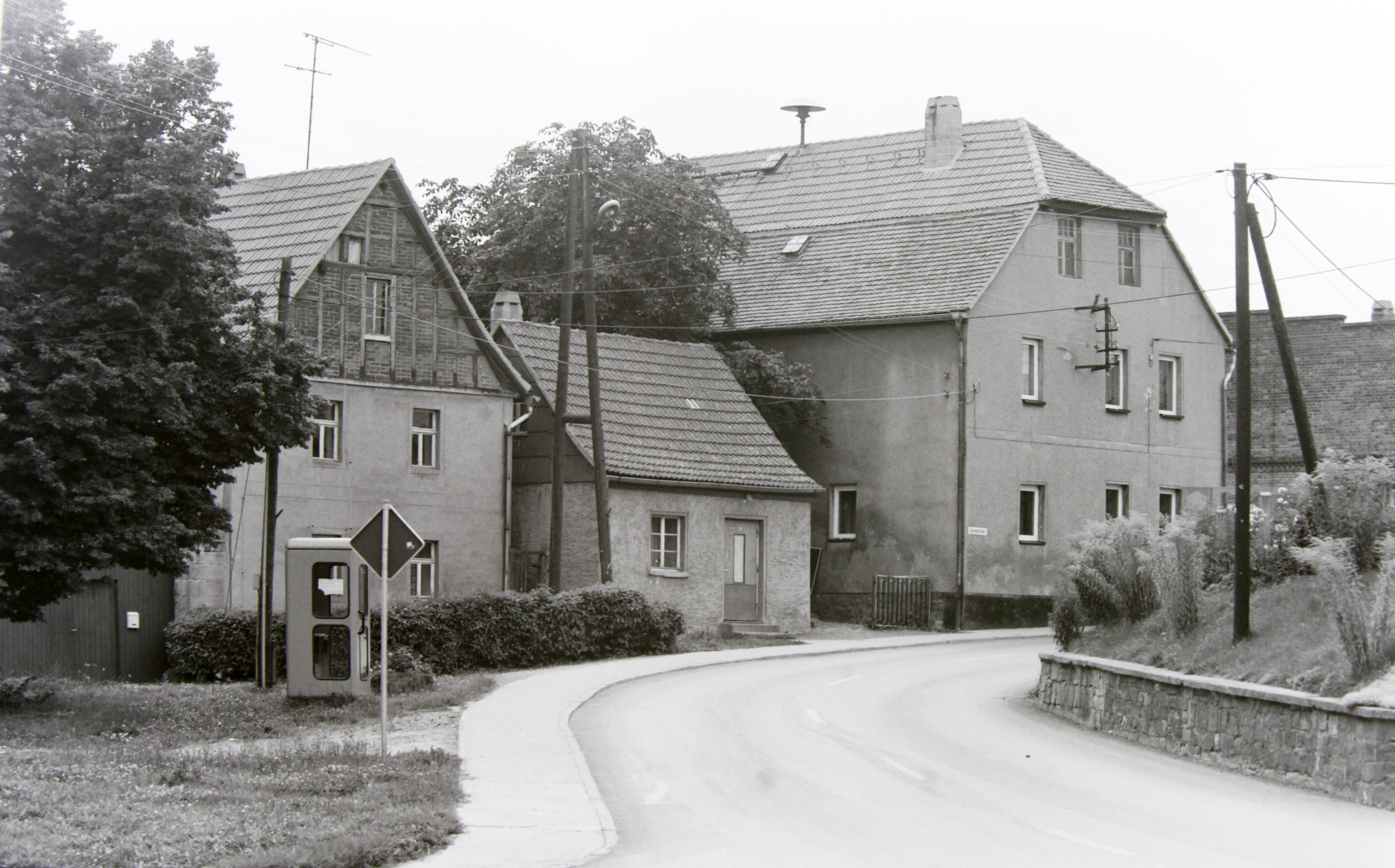
Gutshaus Rothenberga, 1993

Der Ort gehörte bis 1815 zum kursächsischen Amt Eckartsberga. Durch die Beschlüsse des Wiener Kongresses kam er zu Preußen und wurde 1816 dem Landkreis Eckartsberga im Regierungsbezirk Merseburg der Provinz Sachsen zugeteilt, zu dem er bis 1944 gehörte. 1860 wurden für den Ort die Frondienste aufgehoben. Am 1. Mai 1914 erhielt der Ort Anschluss an die Finnebahn. 1924 zogen mehrere Bürger des Ortes weg, nachdem der Kalischacht in Rastenberg geschlossen wurde. 1929 gaben die Bauern die über Jahrhunderte praktizierte Schafzucht auf und erhöhten den Anbau von Getreide und Kartoffeln.
Anfang April 1945 wurde Rothenberga durch amerikanische Tiefflieger und Panzer beschossen. Dabei gerieten Gebäude in Brand. Dazu gehörte auch die Rittergutscheune, die als Notlazarett diente und in der 25 deutsche Verwundete verbrannten oder erstickten.